# Evacanthus laminatus
Evacanthus laminatus är en insektsart som beskrevs av Kuoh. Evacanthus laminatus ingår i släktet Evacanthus och familjen dvärgstritar. Inga underarter finns listade i Catalogue of Life.